# Блайнавон
Блайна́вон (валл. Blaenafon, англ. Blaenavon) — город на юго-востоке Уэльса, Великобритания. Расположен в графстве Торвайн, возле устья небольшой реки Львид. В переводе с валлийского языка название города означает «начало реки».
Объекты ландшафта бывшей промышленной части города в 2000 году были занесен в список Всемирного наследия ЮНЕСКО.

## История
Блайнавон как поселение сформировался вокруг металлургического завода, построенного в этом месте в 1788 году. О периоде истории этой местности до начала здесь промышленного производства упоминаний практически не сохранилось, равно как и каких-либо объектов той эпохи. Среди памятников истории местности, сохранившихся к моменту начала строительства завода, самым значительным была небольшая часовня, которая стояла здесь ещё с 1577 года и была разрушена в 1863 году.
Известно, что железная руда добывалась в этой местности уже как минимум в 1675 году, но в незначительном количестве.
В 1788 году местный лорд Эбергэвенни сдал эти земли в аренду трём предпринимателям из Англии — Томасу Хилу, Томасу Хопкинсу и Бенджамину Пратту. Они построили здесь металлургический завод, оснащённый передовыми для своего времени технологиями. По причине металлургического производства и угольных шахт население города начало быстро расти за счёт миграции крестьян из Уэльса и других местностей Великобритании.
В 1921 году численность населения города достигла своего пика и составила 12500 человек. Однако после временного закрытия завода в 1904 году и окончательного его закрытия в 1938 году население стало сокращаться. В 1980 году была закрыта также местная шахта. Ныне население города составляет 5688 человек и состоит преимущественно из людей пожилого возраста

## Металлургический завод Блайнавона
Уже в 1789 году здесь было построено три доменных печи, в работе которых использовалась энергия паровых машин. К тому времени завод в Блайнавоне был вторым по величине металлургическим заводом Уэльса и одним из крупнейших в мире. В 1796 году в домнах завода выплавлялось 5400 тонн чугуна в год. В 1812 году на заводе было уже пять домен, производивших 14000 тонн чугуна в год.
Завод работал полностью на местном сырье. Уголь, огнеупорная глина, руда, известняк добывались в непосредственной близости от завода. Все цеха были связаны между собой «железкой» — рельсовым транспортом на конной тяге.
В 1833 году компания Blaenavon Company владела 430 лошадьми, на неё работало порядка 1000 работников.
В середине XIX века завод производил железнодорожные рельсы, которые экспортировались во многие страны мира, в частности, в Российскую Империю, Британскую Индию, Бразилию и другие.
В 1860 году компания построила поблизости новый завод, после чего старый был оставлен, на нём не проводилась реконструкция, по причине он до сих пор остаётся почти в том же виде, в каком был в середине XIX века.
В 1870 году компания получила новое название — Blaenavon Iron & Steel Company.
В 1878 году на заводе работало 5000 человек.
Завод в Блайнавоне занимает особое место в истории так называемого «томасовского производства». Именно на этом заводе в 1878 году английский изобретатель Сидни Томас впервые испытал свой метод производства стали из фосфористого чугуна, полученного из руды с большим содержанием фосфора, являющегося вредной примесью.
Во второй половине XIX века Blaenavon Company возвела новую шахту Big Pit (в переводе с английского — «Большая яма») и начала отходить от металлургического производства. В 1904 году завод прекратил работу, в 1924 году работа завода возобновилась, однако лишь на короткое время. В 1938 году завод окончательно прекратил работу.

## Шахта
Новая шахта была построена в 1860 году, к 1904 году на ней работало 1122 человека, однако количество шахтёров в последующие годы уменьшалось, и к 1970 году на ней работало 494 человека. Копёр шахты был построен 1921 году и использовался до 1978 года. Шахта была закрыта в декабре 1980 года.

## Промышленный ландшафт Блайнавона
В 2000 году территория вокруг города Блайнавона была занесена в список Всемирного наследия ЮНЕСКО.
Эта местность была расценена как один из лучших примеров ландшафта, образованного угольными и металлургическими предприятиями конца XIX века. Промышленный ландшафт вокруг города Блайнавон образован заводами, шахтами, каменоломнями, старая железная дорога, дома рабочих, некоторые из которых были построены в ранние годы истории города.
Центральным объектом этой территории является бывший блайнавонский металлургический завод. Доменные печи завода, размещённые рядом друг с другом, ныне является самым хорошо сохранившимся комплексом из нескольких доменных печей того периода и типа конструкции.
На протяжении почти столетия завод не эксплуатировался. Кирпич и отдельные камни из зданий завода забирались для использования в других местах. Здание завода постепенно разрушалось, но в 1975 году было взято под охрану государства.
Угольная шахта была открыта для посещения в 1983 году и ныне является частью Национального музея Уэльса. Посетители могут спускаться в шахту, причем во всей Британии есть только две шахты, где разрешён доступ для посещения подземной части шахты.